# 苏州广播电视总台
苏州广播电视总台（英語：Suzhou Broadcasting System，SBS），简称苏州广电，是中华人民共和国江苏省一家以电视、广播、报刊等为主业的综合性现代传媒集团，也是中共苏州市委、苏州市人民政府的喉舌。2001年由原苏州电视台、苏州人民广播电台和苏州广播电视报社成立而成，2002年1月1日正式挂牌成立，2011年8月16日正式成立苏州广电传媒集团有限公司，由时任苏州市长阎立揭牌。现时苏州广播电视总台、苏州广电传媒集团有限公司实行一个机构两块牌子。
苏州广电现拥有11个电视频道（其中5个为总台运营，6个为江苏有线运营）、8个广播频率、4份报刊和1个移动电视频道，信号覆盖苏州全市和周边城市的2000多万人口。包括移动电视、数字电视、手机电视、楼宇电视、城市公共场所大型显示屏等公共电视的布局，是苏州广电制定的“立足本土，向现代传媒文化产业集团”的运营实践。
苏州广播电视总台旗下的名城苏州是苏州的主流网站，2012年总营收达到3300多万元。同时还发自主开发了生活服务平台无线苏州、新闻客户端看苏州，新媒体总用户超700万。总台旗下电视频道黄金时段收视市场份额达51.73%（2016年），在全国同级电视台中排名第一。

## 历史与发展

### 苏州人民广播电台
1949年4月28日，苏州宣告解放。5月15日，苏州新华广播电台正式播音，台址位于拙政园内，频率1480千赫。该台建台时利用的是抗战期间创办于四川璧山（今属重庆市），1946年迁至苏州的国立社会教育学院实验广播电台的设备。
1949年8月10日，根据中央广播事业管理局规定，该台改名为苏州人民广播电台，台址由拙政园迁至甫桥西街147号，并于11月18日改用1265千赫播音。
1950年6月1日，苏州人民广播电台停播，苏州、无锡、常州三台合并，共同筹建苏南人民广播电台。1958年5月1日电台恢复播音，台址迁至公园路4号，频率1330千赫。1962年6月1日再次停播，至7月1日改为苏州转播台，用1千瓦发射机转播中央人民广播电台第一套节目，是江苏省第一座中波广播转播台。
1972年4月1日，该台再次恢复播音，台址迁至民治路24号。受文革影响，当时除自办两档新闻节目外，全部转播中央和江苏人民广播电台节目。1978年11月13日恢复自办地方性文艺节目。

### 苏州电视台

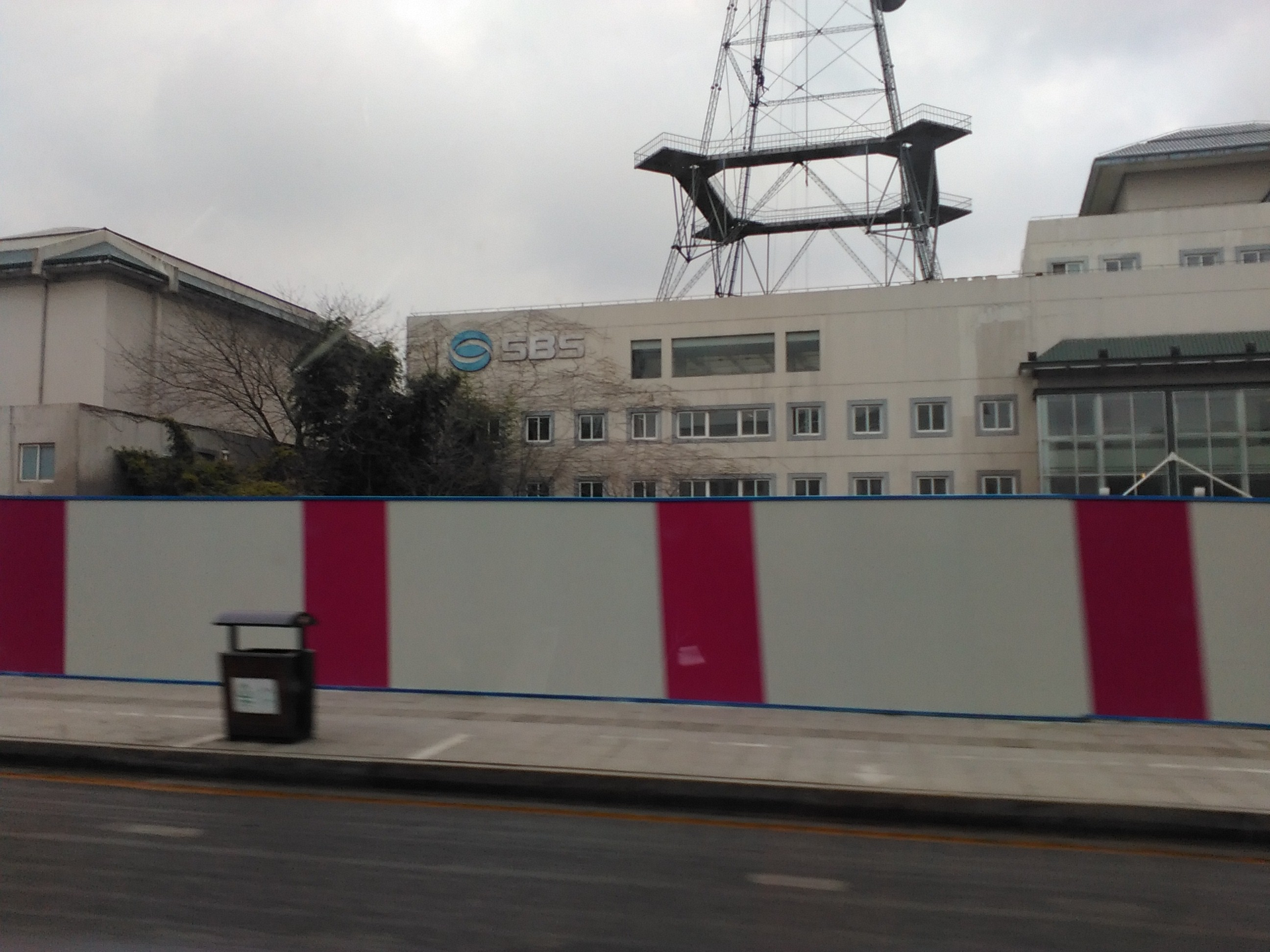
位于竹辉路298号的原苏州电视台台址，2002年苏州广电总台成立后成为其总部，2016年停用

1959年10月1日，苏州人民广播电台电视台试播，为苏州电视台的前身，是江苏省全省第一家电视台。起初试转上海电视台节目，以2频道转播，每周2至3次。1960年1月1日，苏州人民广播电台电视台正式成立。
1962年6月1日，苏州人民广播电台电视台停播。1973年8月恢复，并于1975年10月1日开播11频道，转播中国中央电视台节目，台址设在察院场邮政大楼。1978年7月1日开播6频道，转播上海电视台节目。
1983年12月22日，经中华人民共和国广播电视部批复同意，苏州电视台正式成立。1986年12月31日开播15频道，转播江苏电视台节目。1987年12月18日开播42频道，转播中国中央电视台第二套节目；同日开播48频道，转播中国教育电视台节目。同时，苏州电视台第二期工程（业务、节目制作用房、演播厅）奠基。
至1987年底，苏州电视台共开播2个频道。
1994年，苏州有线电视台一套和二套开播。
至1994年底，苏州电视台无线网络形成上海电视台（6频道）、中央电视台（11频道）、吴县电视台（15频道）、苏州电视台一套（18频道）、江苏电视台（42频道）、苏州电视台二套（48频道）以及有线网络形成苏州有线电视一套（12频道）、苏州有线电视二套（16频道）的格局。

### 苏州广播电视总台
2001年，按照国家政策，原苏州人民广播电台、苏州电视台、苏州有线电视台、苏州广播电视报社、苏州广电局部分处室等单位和原吴县市广电资源整合，成立新的苏州广播电视总台，2002年1月1日正式挂牌成立。2011年8月16日，苏州广电传媒集团有限公司成立。
2016年7月，苏州广电总台启动搬迁工作，正式迁入位于工业园区南施街258号的现代传媒广场。
2016年12月，苏州广电总台旗下两个电视频道实现高标清同步播出，同时高、标清节目同频道号同播，在高清和标清机顶盒内序号相同（在相同频道号情况下，高清机顶盒用户收看高清版，同时保留标清版频道，惟频道号码相对靠后；标清机顶盒用户则继续收看标清版）。

## 语言
苏州广电播出的大部分节目均以普通话播出，只有少数节目使用吴语（苏州话和上海话，其中上海话节目仅限从上海广播电视台购买的节目）播出。

## 集团旗下资产

### 电视服务

#### 公共电视频道
| 頻道名稱         | 语言                          | 广播格式                    | 啟播時間                                     | 頻道口號 | 频道前身                                    | 備註                                                                                               | 備註 |
| 新闻综合频道     | 普通話 苏州话                 | SD: PAL 576i 16:9 HD: 1080i | 标清版：1986年12月31日 高清版：2016年12月1日 |          | 苏州电视台（主频道） 苏州电视台（SZTV）一套 | 现苏州电视台SBS-1是原来的SZTV-1                                                                    |      |
| 社会经济频道     | 普通話 吴语（苏州话、上海话） | SD: PAL 576i 16:9 HD: 1080i | 标清版：1994年 高清版：2016年12月1日         |          | 苏州有线电视台（SZCTN）一套综合频道         | 现苏州电视台SBS-2是原来的SZCTN-1                                                                   |      |
| 文化生活频道     | 普通話 苏州话                 | SD: PAL 576i 16:9 HD: 1080i | 标清版：1987年12月18日 高清版：2016年12月1日 |          | 苏州电视台（SZTV）二套                      | 现苏州电视台SBS-3是原来的SZTV-2                                                                    |      |
| 电影娱乐信息频道 | 普通話                        | SD: PAL 576i 16:9 HD: 1080i | 标清版：1994年 高清版：2016年12月1日         |          | 苏州有线电视台（SZCTN）二套信息娱乐频道     | 现苏州电视台SBS-4是原来的SZCTN-2                                                                   |      |
| 生活资讯频道     | 普通話 吴语（苏州话、上海话） | SD: PAL 576i 16:9 HD: 1080i | 标清版：2001年 高清版：2016年12月1日         |          | 吴县电视台                                  | 吴县撤市后成立新的东吴广播电视管理中心，原吴县市电视台改制为生活资讯频道，现由总台和该中心联合管理 |      |

#### 数字电视频道
- 图文购物（原苏州有线电视台SZCTN三套，全天播出东方购物节目，交易日期间播出股市行情，由江苏有线苏州分公司管理）
- NVOD新闻财经（由江苏有线苏州分公司管理）
- NVOD娱乐集锦（由江苏有线苏州分公司管理）
- NVOD专题实录（由江苏有线苏州分公司管理）
- NVOD戏曲天地（由江苏有线苏州分公司管理）
- NVOD数字导视（由江苏有线苏州分公司管理）
- 移动电视频道（曾由总台和华视传媒共同管理）

#### 电视节目
新闻综合频道
- 《苏州今朝》（已停播）
- 《看看12点》（已停播）
- 《苏州新闻》（为该频道的普通话主新闻时段）
- 《直播苏州》（前身为《苏州夜新闻》、《新闻夜班车》）
- 《苏州要闻》[b]
- 《苏州电视书场》（苏州话节目）
- 《乐活六点档》（前身为《天天山海经》，原为该频道的苏州话主新闻时段，后听取寒山闻钟网友建议改为普通话）
- 《七月阳光》

社会经济频道
- 《社会传真》（为该频道的普通话主新闻时段）
- 《谈天说地》
- 《施斌聊斋》
- 《传真聚焦》[c]
- 《李刚评话》（为该频道的苏州话主新闻时段）
- 《36.7℃明星听诊会》（同时使用普通话、上海话）

文化生活频道
主要播出电视剧。另播出以下节目：
- 《教育节目》
- 《名城艺术》

电影娱乐信息频道
主要播出电影（傍晚会播出动画片）。另播出以下节目：
- 《苏州财经报道》（为该频道的主新闻时段）
- 《我是TV星》
- 《食客准备》
- 《健康黄丝带》

生活资讯频道
- 《吴中报道》（前身为《吴县新闻》，原为吴县电视台的主新闻时段）
- 《今日相城》（前身为《吴县新闻》，原为吴县电视台的主新闻时段）
- 《联播苏州》（为该频道的普通话主新闻时段）
- 《乐惠苏州》（前身为《民生在线》（原为该频道的普通话主新闻时段，2007年起改为该频道的苏州话主新闻时段），原为该频道的苏州话主新闻时段，后改为普通话。该节目已撤并至新闻综合频道《乐活六点档》，《名医到家》板块并入社会经济频道《社会传真》）
- 《第一时间》
- 《幸运翻翻翻》
- 《张鑫秀》
- 《东吴故事汇》
- 《百家心》（上海话节目）

### 广播服务
以下广播频率继续使用“苏州人民广播电台”呼号播出。
| 頻道名稱     | 语言   | 频道频率                                  | 啟播時間      | 頻道口號 | 频道前身               | 備註                                                                             |
| 新闻综合频率 | 普通話 | AM1080                                    |               |          | 苏州人民广播电台       | 综合广播                                                                         |
| 新闻广播     | 普通話 | FM91.1                                    |               |          | 苏州人民广播电台FM频率 | 城市广播                                                                         |
| 交通经济频率 | 普通話 | FM104.8                                   |               |          | 苏州经济广播电台       | 交通广播                                                                         |
| 都市音乐频率 | 普通話 | FM94.8（2016年9月28日前） FM102.8（现在） |               |          | 苏州音乐广播电台       | 音乐广播，苏州唯一24小时广播的电台 原FM102.8曾为故事广播、财富广播、汽车广播使用 |
| 戏曲广播     | 普通話 | AM846                                     |               |          |                        |                                                                                  |
| 生活广播     | 普通話 | FM96.5                                    |               |          | 吴县人民广播电台       | 由总台和东吴广播电视管理中心联合管理                                             |
| 老年广播     | 普通話 | AM1521                                    |               |          |                        |                                                                                  |
| 儿童广播     | 普通話 | FM95.7                                    | 2016年9月28日 |          |                        | 惟频率部分节目非儿童和家庭类节目                                                 |

### 新媒体
- 无线苏州：2013年下载用户量达到110万，并与石家庄广播电视台签署协作协议，并与南通日报、哈尔滨广播电视台、长江广播电台签约进行技术输出。
- 看苏州客户端[9]

### 文化资产
- 现代传媒广场
- 国际影视娱乐城（木渎）
- 演艺中心